# Charles David Keeling
Charles David Keeling (20. april 1928 – 20. juni 2005) var en amerikansk videnskabsmand, hvis målinger af kuldioxid i atmosfæren ved Mauna Loa-observatoriet bekræftede Svante Arrhenius' påstand (1896) om muligheden for bl.a. menneskeskabt bidrag til drivhuseffekten og global opvarmning. Dette gjorde han ved at dokumentere de støt stigende kuldioxidniveauer i atmosfæren. Hans målinger er kommet til udtryk i det man kalder Keeling-kurven, som er målinger foretaget på Hawaii af atmosfærens koncentration af kuldioxid fra 1958 og frem til i dag.

## Tidligt liv og tidlig karriere
Keeling blev født i Scranton, Pennsylvania af Ralph Keeling og Grace L Keeling (født Sherberne). Hans far, der arbejdede som bankmand, opmuntrede Charles' interesser for astronomi allerede, da Charles var omkring 5 år. Mens hans mor gav ham en livslang kærlighed til musik. Han dimitterede med en grad i kemi fra University of Illinois i 1948. Charles Keeling fik en Ph.d. i kemi fra Northwestern University i 1953 under Malcolm Dole, en polymerkemiker. På den tid ville de fleste af Doles kandidater direkte ind i olieindustrien, men Keeling "havde svært ved at se fremtiden på denne måde" og var blevet interesseret i geologi. I løbet af sin ph.d. havde Keeling overvejende søgt postdoc-stillinger som kemiker i geologiske afdelinger "vest for kontinentalkløften." Han modtog et stillingstilbud fra Harrison Brown, som for nylig havde startet en geokemisk afdeling ved California Institute of Technology. Han var postdoc i geokemi der, indtil han kom til Scripps Institution of Oceanography i 1956 og blev udnævnt til professor i oceanografi der i 1968.

## Arbejde med Scripps Institution of Oceanography, 1958-2005
Keeling arbejdede på Scripps Institut for Oceanografi i 43 år, hvor han udgav mange indflydelsesrige artikler. Direktøren for Scripps Institution of Oceanography, Roger Revelle, overtalte Keeling til at arbejde der. Revelle var også en af grundlæggerne af International Geophysical Year (IGY) i 1957-58, og Keeling modtog IGY-midler til at etablere en målestation på Mauna Loa på Hawaii, i 3.000 meters højde over havets overflade.
Charles Keeling begyndte indsamling af kuldioxidprøver ved målestationen i 1958. I 1960 kunne han fastslå, at koncentrationen af kuldioxid havde sæsonudsvingninger, og at der er stærke sæsonbestemte variationer i kuldioxidniveauer med topniveauer målt sidst i vinteren på den nordlige halvkugle. En reduktion i kuldioxid fulgte i løbet af foråret og den tidlige sommer hvert år, da plantevæksten steg på den landrige nordlige halvkugle. I 1961 producerede Keeling data, der viste, at kuldioxidniveauerne steg støt i det, der senere blev kendt som " Keeling-kurven ".
I begyndelsen af 1960'erne stoppede National Science Foundation med at støtte hans forskning og kaldte resultatet "rutine". På trods af denne manglende interesse, brugte selvsamme fond Keelings forskning i sin advarsel i 1963 om hurtigt stigende mængder af varmefangende gasser. En rapport fra 1965 fra præsident Johnsons Science Advisory Committee advarede ligeledes mod farerne ved ekstra varmefangende gasser, som får jordens temperatur til at stige.
Den dataindsamling som Keeling foretog ved Mauna Loa er den længste kontinuerlige registrering af atmosfærisk kuldioxid i verden og betragtes som en pålidelig indikator for den globale tendens i troposfæren på mellemniveau. Keelings forskning viste, at den atmosfæriske koncentration af kuldioxid voksede fra 315 dele per million (ppm) i 1958 til 380 (ppm) i 2005, med stigninger der kunne korreleres til emissioner af fossile brændstoffer. Derudover har der også været en stigning i sæsonvariationen i prøver fra slutningen af det 20. århundrede og begyndelsen af det 21. århundrede.

## Personligt liv
Keeling var en entusiastisk friluftsmenneske, der foretog mange rejser til de vestlige bjerge, især Cascade Mountains i staten Washington. Han var et aktivt medlem af Wilderness Society i det meste af sit liv.
Keeling blev gift med Louise Barthold i 1954. De fik fem børn, hvoraf den ene ( Ralph Keeling ) fulgte i sin fars fodspor og er klimaforsker ved Scripps Institution of Oceanography. Et andet af hans børn, Eric Keeling, underviser i øjeblikket i biologi på SUNY New Paltz. Keeling var stiftende direktør for University of California San Diego Madrigal Singers. Han var også hovedformand for borgerudvalget, som udarbejdede Del Mars generelle plan i 1975.

## Arv
- Ved en ceremoni i Det Hvide Hus i juli 1997 blev Keeling overrakt en "særlig præstationspris" fra vicepræsident Al Gore. Keeling blev hædret "for 40 års fremragende videnskabelig forskning i forbindelse med overvågning af atmosfærisk kuldioxid i forbindelse med Mauna Loa Observatory ".
- Keeling-kurven er "indgraveret i bronze på en bygning ved Mauna Loa og skåret ind i en mur på National Academy of Sciences i Washington." Det var også et diagram på væggen i et klasseværelse på Harvard University, hvor Revelle var flyttet for at undervise i 1960'erne, og hvor blandt andre studerende Al Gore ville se og "forundres" over det. I 2006 fremhævede Gore grafen i bogen og filmen An Inconvenient Truth.[18]
- Charles David Keeling Memorial Lecture Series Arkiveret 21. august 2020 hos  Wayback Machine, Scripps Institution of Oceanography, siden 2010.
- Keeling Lecture, University of Illinois, siden 2010.
- Charles David Keeling-lejlighederne på Revelle College ved University of California San Diego, åbnede i 2011, var designet til at understrege miljøbevidsthed og minimere den økologiske påvirkning.
- Dr Keeling's Curve (2014), enmandsspil skrevet af George Shea og fremført af Mike Farrell.[19]
- Keeling Curve-prisen. Flere priser uddelt årligt af Global Warming Mitigation Project (Webside ikke længere tilgængelig) siden 2018.[20]

## Medlemskaber/stipendier
Keeling modtog Guggenheim-stipendiat ved Meteorologisk Institut, Stockholms Universitet (1961-62). Keeling var desuden gæsteprofessor ved det fysiske institut ved universitetet i Heidelberg (1969-70) og det fysiske institut ved universitetet i Bern (1979-80).
Han var medlem af American Academy of Arts and Sciences, American Geophysical Union og American Association for the Advancement of Science og medlem af National Academy of Sciences.
Han var medlem af kommissionen for global forurening under International Association of Meteorology og videnskabelig direktør for World Meteorological Organizations Central CO 2 Calibration Laboratory.

## Udvalgte publikationer
- Keeling, Charles D. (1958). "The Concentration and Isotopic Abundances of Carbon Dioxide in Rural Areas". Geochimica et Cosmochimica Acta (engelsk). 13: 322-334. doi:10.1016/0016-7037(61)90023-0.
- Pales, Jack C.; Keeling, Charles David (1965). "The Concentration of Atmospheric Carbon Dioxide in Hawaii". Journal of Geophysical Research. 70 (24): 6053-6076. Bibcode:1965JGR....70.6053P. doi:10.1029/JZ070i024p06053.
- Keeling, Charles D. (1970). "Is Carbon Dioxide from Fossil Fuel Changing Man's Environment?". Proceedings of the American Philosophical Society (engelsk). 114 (1): 10-17. JSTOR 985720.

## Yderligere læsning
- Weiner, Jonathan. De næste hundrede år: At forme skæbnen for vores levende jord. New York: Bantam, 1990.
- Matthews, Samuel W. "Under the Sun: Is Our World Warming?", National Geographic 178(4) (oktober 1990), s. 66-99.
- Weart, Spencer R. Opdagelsen af global opvarmning. Cambridge, MA: Harvard University Press, 2003.
- Kolbert, Elizabeth. "The Climate of Man," The New Yorker [serie i tre dele], april/maj 2005.
- Bowen, Mark. Thin Ice: Oplåsning af hemmeligheder bag klimaændringer i verdens højeste bjerge. New York: Henry Holt, 2005.
- Harris, Daniel C. "Charles David Keeling og historien om atmosfæriske CO2-målinger?" Analytical Chemistry 82(19) (2010), s. 7865-70.

## Eksterne links
- Scripps Institution of Oceanographys CO 2- program: Keeling Curve's hjem
- Scripps Institution of Oceanography: Nekrolog Arkiveret 20. august 2020 hos  Wayback Machine
- NPR-klimaforbindelser: Klimaændringer er tydelige på toppen af Mauna Loa
- Carbon Dioxide Information Analyse Center
- The Guardians nekrolog om Charles Keeling
- The Keeling Curve fylder 50 – Scripps Institution of Oceanography
- BBC, 50 år efter: The Keeling Curve-arven
- 50 års jubilæum for Global CO 2 Record, Symposium and Celebration, Kona HI
- Enter the Anthropocene: Climate Science in the Early 20th Century Initial Conditions podcast, episode 2